# Яо Цзинъюань
Я́о Цзинъюа́нь (кит. упр. 姚景远, пиньинь Yáo Jǐngyuǎn, род. 14 июня 1958, Дава, Ляонин) — китайский тяжелоатлет, олимпийский чемпион.
Яо Цзинъюань родился в 1958 году в посёлке Тяньчжуантай (на территории современного городского округа Паньцзинь) провинции Ляонин. Сначала занимался в местной спортшколе гимнастикой, затем переключился на тяжёлую атлетику. В 1973 году вошёл в сборную провинции, в 1979 — в национальную сборную. В 1979 году завоевал серебряную медаль Чемпионата Азии, в 1982 — золотую медаль Азиатских игр, в 1984 году стал чемпионом Олимпийских игр в Лос-Анджелесе, в 1986 году опять завоевал золотую медаль Азиатских игр.